# حب لا نهاية له (مسلسل تلفزيوني 2000)
حب لا نهاية له هو عنوان غير رسمي لمجموعة من أربع مسلسلات درامية كورية من إخراج يون سيوك هو، وإنتاج قناة KBS من عام 2000 إلى عام 2006.

المسلسل يتألف من أربعة أجزاء، سُمي كل جزء منها على اسم فصول السنة. وكان لكل جزء من المسلسل حبكته وشخصياته وممثليه. وقد حظي المسلسل بمتابعة واسعة في آسيا واستمر في الموجة الكورية التي اجتاحت المنطقة منذ أواخر التسعينيات وأوائل العقد الأول من القرن الحادي والعشرين. ومع تقدم المسلسل وتسويقه خارج كوريا، ظل اسم "حب لا نهاية له" مستخدمًا لتحديد المسلسل بأكمله باعتباره واحدًا.